# Harold Gresley
Harold Gresley (1892 – 1967) byl britský malíř, stejně jako jeho otec a dědeček. Maloval hlavně krajiny, ale také portréty.
Narodil se v hrabství Derbyshire a studoval uměleckou školu v Derby. Byl synem Franka Gresleyho a vnukem Jamese Stephena Gresleyho, již byli oba význační umělci. Harold přerušil svá studia, když začala první světová válka, během které bojoval v regimentu Sherwood Foresters a byl vyznamenán metálem. Po válce studoval dále v Nottinghamu pod vedením Arthura Spoonera a poté se stal učitelem na Repton School. Žil v Chellastonu, blízko Derby, až do své smrti roku 1967.

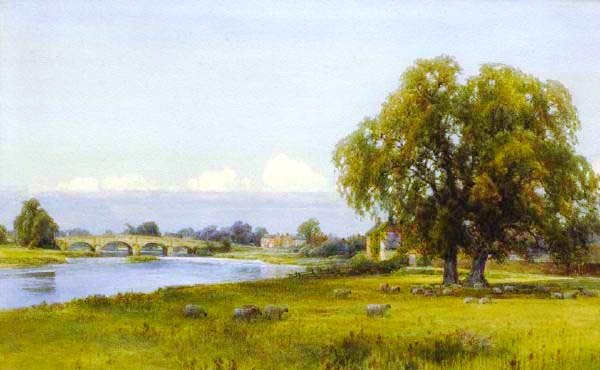

Část jeho díla je k vidění v Derbském muzeu díky Alfredu Edwardovi Goodeymu, který galerii věnoval 77 Gresleyho maleb.